# اینوئه ماسانائو
اینوئه ماسانائو (به ژاپنی: 井上正直 Inoue Masanao); ۲۶ نوامبر ۱۸۳۷ – ۹ مارس ۱۹۰۴) دایمیو و روجو در شوگون‌سالاری توکوگاوا در طی باکوماتسو اهل ژاپن بود.